# Privilegio masculino
El privilegio masculino es el sistema de ventajas o derechos sociales, económicos y políticos que tienen los varones en función de su sexo. El acceso de un hombre a estos beneficios puede variar en función de su adecuación a la norma masculina ideal de su sociedad.
Los estudios académicos sobre el concepto de privilegio masculino fueron el foco de atención de las investigaciones feministas y de estudios de la mujer durante la década de 1970. Estos estudios comenzaron examinando las barreras a la equidad entre los sexos. En décadas posteriores, los investigadores comenzaron a centrarse en la interseccionalidad y la naturaleza superpuesta de los privilegios relacionados con el sexo, la raza, la clase social, la orientación sexual y otras formas de clasificación social. 
El uso de pronombres masculinos para referirse a ambos sexos en algunos idiomas se cita a menudo como un ejemplo de la posición privilegiada dada al varón.

## Descripción general
Históricamente, los varones han gozado de privilegios y estatus especiales por su sexo. Se trata de sociedades definidas por la supremacía masculina, en las que el hombre tiene el poder principal y predomina en funciones de liderazgo político, autoridad moral, privilegio social y control de la propiedad. Con la subordinación sistémica de las mujeres al área privada, estas se han visto limitadas en cuestión de derechos humanos. La naturaleza duradera e incuestionable de estos sistemas patriarcales, reforzada a lo largo de generaciones, tiende a hacer que los privilegios sean invisibles para sus titulares; puede llevar a los hombres que se benefician de ellos a atribuir su estatus especial a sus propios méritos y logros individuales, en lugar de a ventajas no merecidas.
En el campo de la sociología, el privilegio masculino se considera arraigado en la estructura de las instituciones sociales, como cuando a los hombres a menudo se les asigna autoridad sobre las mujeres en la fuerza laboral y se benefician del papel tradicional de cuidado de las mujeres. Los privilegios se pueden clasificar como positivos o negativos, dependiendo de cómo afecten al resto de la sociedad. La académica de estudios de la mujer Peggy McIntosh escribe:

Podríamos al menos empezar por distinguir entre las ventajas positivas que podemos trabajar para difundir, hasta el punto en que no sean ventajas en absoluto sino simplemente parte del tejido cívico y social normal, y los tipos de ventajas negativas que, a menos que se rechacen, siempre reforzarán nuestras jerarquías actuales.

Algunas ventajas negativas que acompañan al privilegio masculino incluyen cosas como la expectativa de que un hombre tendrá una mejor oportunidad que una mujer comparablemente calificada de ser contratado para un trabajo, así como de recibir un salario más alto que una mujer por el mismo trabajo.

## Alcance
El término «privilegio masculino» no se aplica a un caso aislado de uso del poder, sino que describe una de las muchas estructuras sistémicas de poder que son interdependientes y están interconectadas en todas las sociedades y culturas.
Es importante destacar que los privilegios no son compartidos por igual por todos los varones. Quienes más se aproximan a una norma masculina ideal son los que más se benefician de ellos. En las sociedades patriarcales occidentales, este ideal se ha descrito como ser «blanco, heterosexual, estoico, rico, fuerte, duro, competitivo y autónomo». En los estudios del hombre, se suele referir a esto como masculinidad hegemónica. Si bien esencialmente todos los hombres se benefician de los privilegios en algún grado, aquellos que difieren visiblemente de la norma pueden no beneficiarse plenamente en ciertas situaciones, especialmente en compañía de otros hombres que se aproximan más a ella.
Los hombres que han sufrido acoso psicológico y violencia doméstica en su juventud, en particular, pueden no aceptar la idea de que son beneficiarios de privilegios. Esas formas de violencia coercitiva están vinculadas a la idea de masculinidad tóxica, un modelo específico de hombría que crea jerarquías de dominio en las que algunos son favorecidos y otros perjudicados.
La invisibilidad del privilegio masculino se puede ver, por ejemplo, en los debates sobre la brecha salarial de género; la brecha se suele mencionar indicando los ingresos de las mujeres como porcentaje de los de los hombres. En el comercio, el porcentaje de varones en la propiedad y el control del capital financiero y otras formas de riqueza ha producido una influencia masculina desproporcionada sobre las clases trabajadoras y la contratación y el despido de empleados. Además, se coloca una carga desproporcionada sobre las mujeres en el empleo cuando se espera que sean las únicas responsables del cuidado de los niños; pueden tener más probabilidades de ser despedidas o de que se les niegue el avance en su profesión.

## Respuestas culturales
Distintos grupos de hombres a menudo aceptan que los roles tradicionales que les asignaron son perjudiciales para ellos, pero niegan que, como grupo, aún tengan poder y privilegios institucionales, y argumentan que en el siglo XXI son ahora víctimas en relación con las mujeres.
Algunos han asumido roles activos en el desafío del sexismo opresivo y la misoginia, argumentando que el privilegio masculino está profundamente vinculado a la opresión de las mujeres. Describen las conductas opresivas de muchos hombres como rasgos culturales aprendidos dentro de los sistemas sociales patriarcales, en lugar de rasgos biológicos innatos. Los defensores dentro del movimiento más amplio de hombres orientados hacia el profeminismo o el antisexismo argumentan que los roles de género tradicionales dañan tanto a los hombres como a las mujeres. El profeminismo «liberal» tiende a enfatizar las formas en que el varón sufre por estos roles tradicionales, mientras que el profeminismo «radical» tiende a enfatizar el privilegio masculino y la desigualdad sexual.
No obstante, los críticos más férreos del concepto de privilegio másculino señalan la existencia de desventajas y discriminaciones hacía el varón en temas como el servicio militar obligatorio o la circuncisión forzosa y sus consecuencias.

## Preferencia de los hijos sobre las hijas
Tanto en la India como en China, los hijos varones suelen ser favorecidos sobre las hijas. Algunas manifestaciones de este fenómeno son eliminando hijas no deseadas a través de la negligencia, el maltrato, el abandono, así como el infanticidio y el feticidio femenino a pesar de las leyes que prohíben el infanticidio y la interrupción del embarazo por selección de sexo. En India, algunas de estas prácticas han contribuido a la distorsión de las proporciones de sexos a favor de los niños varones al nacer y en los primeros cinco años. Otros ejemplos de privilegio para los hijos varones son las ceremonias especiales de «oración por un hijo varón» durante el embarazo, más ceremonias y festividades después del nacimiento de un niño, enumerar y presentar a los hijos varones antes que a las hijas, y las felicitaciones comunes que asocian la buena fortuna y el bienestar con el número de hijos varones.
Las razones para preferir a los hijos varones a las hijas incluyen el papel de los varones en los ritos religiosos familiares, que a las hijas no se les permite realizar, y la creencia de que los varones son miembros permanentes de la familia biológica, mientras que las hijas pertenecen a la familia de su esposo después del matrimonio, de acuerdo con la tradición patrilocal. Otras razones incluyen las costumbres patrilineales según las cuales solo los hijos pueden perpetuar el apellido familiar, la obligación de pagar una dote al esposo de la hija o a su familia, y la expectativa de que los hijos apoyen económicamente a sus padres biológicos, mientras que se considera indeseable o vergonzoso recibir apoyo económico de las hijas.

## Matices en el privilegio masculino
En un estudio de 2024, Darren Austin descubrió que quienes se oponen a las políticas de igualdad con creencias antiigualitarias tienden a negar la existencia del privilegio masculino. Austin y otros autores estudiaron a australianos que justificaban la discriminación de género mediante evaluaciones basadas en el mérito, que atribuyen la desigualdad a la capacidad individual en lugar de a la desigualdad sistémica. Las perspectivas antiigualitarias, junto con las creencias tradicionales de género, configuran las perspectivas (a menudo, pero no exclusivamente) masculinas sobre las dinámicas de privilegio, sustentando así las jerarquías sistémicas de género.
Karin Schwiter descubrió que los hombres que trabajaban en profesiones dominadas por mujeres, como el cuidado infantil y la enfermería, solían recibir un trato más favorable debido a su rareza. Si bien estos hombres reconocían las ventajas que recibían, a menudo intentaban justificar este trato destacando sus habilidades personales o destacando rasgos físicos como la fuerza o una voz más grave. De este modo, presentaban su privilegio como algo ganado y legítimo, en lugar de inmerecido. Al presentar su privilegio de esta manera, evitaban conversaciones más profundas sobre la desigualdad de género sistémica y terminaban reforzando los roles de género tradicionales en sus lugares de trabajo. Sin embargo, otros estudios han mostrado desacuerdo y han desestimado estas afirmaciones citando ejemplos de discriminación y sesgos contra hombres en trabajos feminizados.